# Aszód (stacja kolejowa)
Aszód (węg.: Aszód vasútállomás) – węzłowa stacja kolejowa w Aszód przy Baross tér, na Węgrzech.

## Linie kolejowe
- Linia kolejowa 77 Aszód – Vácrátót
- Linia kolejowa 78 Aszód – Balassagyarmat – Ipolytarnóc
- Linia kolejowa 80a Budapest–Hatvan

| Aszód                                                             |  |                                |
| Linia kolejowa 77 Aszód – Vácrátót (0,000 km)                     |  |                                |
| Iklad-Domonyodległość: 4,000 km                                   |  |                                |
| Linia kolejowa 78 Aszód – Balassagyarmat – Ipolytarnóc (0,000 km) |  |                                |
| Iklad-Domonyodległość: 4,000 km                                   |  |                                |
| Linia 80a Budapest–Hatvan (51,000 km)                             |  |                                |
| Bagodległość: 2,000 km                                            |  | Hévízgyörk odległość: 2,000 km |